# Erik de Bruin
Erik de Bruin (Hardinxveld, 25 mei 1963) is een Nederlands voormalig discuswerper en kogelstoter uit Hardinxveld-Giessendam. De Bruin won zowel een zilveren medaille op de Europese kampioenschappen in 1990 als op de wereldkampioenschappen in 1991. Hij deed tweemaal mee aan de Olympische Spelen en verbeterde de Nederlandse records op zowel het discuswerpen als het kogelstoten. Zijn in 1991 geworpen discusrecord van 68,12 m werd pas in 2025 verbeterd door Shaquille Emanuelson. Over een periode van dertien jaar verzamelde hij in totaal 38 nationale titels.

## Biografie

### Junioren
Zijn eerste internationale succes behaalde De Bruin op de EK voor junioren 1981 in Utrecht bij het discuswerpen. Met 55,88 m won hij een bronzen medaille achter de Bulgaar Kamen Dimitrov (goud) en de Oost-Duitser Thomas Christel (zilver).

### Senioren
In 1984 vertegenwoordigde De Bruin Nederland als kogelstoter op de Olympische Spelen van Los Angeles en werd achtste met 19,65. Vier jaar later werd hij op de Olympische Spelen van Seoel negende bij zowel het kogelstoten en discuswerpen.
Met het discuswerpen won hij een zilveren medaille op de universiade (1989), Europese kampioenschappen (1990) en de wereldkampioenschappen (1991).

### Doping
In 1993 werd Erik de Bruin na de Grand Prix van Keulen positief bevonden op testosteron en een te hoog gehalte Human Choreon Gonadotrofine (HCG) in zijn urine. Ondanks het feit dat de tuchtcommissie van de KNAU hem later vrijsprak, hield de internationale atletiekfederatie IAAF vast aan de maximale straf van vier jaar schorsing. Aanvankelijk trachtte De Bruin zich juridisch tegen de straf te verweren, maar wierp na enige tijd de handdoek in de ring en nam afscheid van de atletiek.
Na het einde van zijn atletiekcarrière was Erik de Bruin enige jaren atletiekcommentator voor de NOS. Toen echter zijn levensgezel en tegenwoordige echtgenote, de Ierse zwemster en drievoudig olympisch kampioene van Atlanta Michelle Smith, eveneens bij een dopingaffaire betrokken raakte, werd de samenwerking beëindigd.
Tegenwoordig wonen Erik de Bruin en Michelle Smith met hun twee dochters in Kells, Ierland. Michelle Smith werkt daar als advocaat, Erik is huisman. Met hun vroegere sporten hebben beiden geen actieve bemoeienissen meer.

## Nederlandse kampioenschappen
Outdoor
| Onderdeel    | jaar                                                                         |
| ------------ | ---------------------------------------------------------------------------- |
| kogelstoten  | 1981, 1982, 1983, 1984, 1985, 1986, 1987, 1988, 1990, 1991, 1992, 1993       |
| discuswerpen | 1981, 1982, 1983, 1984, 1985, 1986, 1987, 1988, 1989, 1990, 1991, 1992, 1993 |

Indoor
| Onderdeel   | jaar                                                                         |
| ----------- | ---------------------------------------------------------------------------- |
| kogelstoten | 1981, 1982, 1983, 1984, 1985, 1986, 1987, 1988, 1989, 1990, 1991, 1992, 1993 |

## Records

### Persoonlijke records
Outdoor
| Discipline   | Prestatie       | Datum        | Plaats |
| ------------ | --------------- | ------------ | ------ |
| kogelstoten  | 20,95 m (ex-NR) | 14 mei 1986  | Leiden |
| discuswerpen | 68,12 m (ex-NR) | 1 april 1991 | Sneek  |

Indoor
| Discipline  | Prestatie       | Datum           | Plaats   |
| ----------- | --------------- | --------------- | -------- |
| kogelstoten | 20,60 m (ex-NR) | 8 december 1985 | Dortmund |

### Nederlandse records
Outdoor
| Onderdeel    | Prestatie | Datum             | Plaats         |
| ------------ | --------- | ----------------- | -------------- |
| kogelstoten  | 17,60 m   | 12 juni 1982      | Athene         |
|              | 17,99 m   | 12 september 1982 | Hochdorf       |
|              | 18,17 m   | 17 april 1983     | Breda          |
|              | 18,26 m   | 7 mei 1983        | Lisse          |
|              | 18,37 m   | 12 juni 1983      | Willebroek     |
|              | 18,44 m   | 11 september 1983 | Rotterdam      |
|              | 18,95 m   | 20 september 1983 | Lisse          |
|              | 19,67 m   | 23 april 1984     | Utrecht        |
| discuswerpen | 59,44 m   | 23 april 1984     | Utrecht        |
| kogelstoten  | 19,72 m   | 5 mei 1984        | Lisse          |
| discuswerpen | 63,14 m   | 5 mei 1984        | Lisse          |
|              | 63,66 m   | 13 mei 1984       | Vught          |
| kogelstoten  | 20,09 m   | 9 juni 1984       | Leiden         |
|              | 20,20 m   | 6 juli 1984       | Hengelo        |
|              | 20,24 m   | 9 mei 1985        | Vught          |
| discuswerpen | 63,80 m   | 6 juli 1985       | Zwolle         |
|              | 66,38 m   | 11 augustus 1985  | Schwechat      |
| kogelstoten  | 20,86 m   | 8 mei 1986        | Leiden         |
|              | 20,95 m   | 14 mei 1986       | Leiden         |
| discuswerpen | 66,52 m   | 27 juni 1986      | Hengelo        |
|              | 66,78 m   | 3 augustus 1986   | Vught          |
|              | 67,52 m   | 7 mei 1989        | Pointe-à-Pitre |
|              | 67,58 m   | 29 juni 1989      | Helsinki       |
|              | 68,12 m   | 1 april 1991      | Sneek          |

Indoor
| Onderdeel   | Prestatie | Datum            | Plaats    |
| ----------- | --------- | ---------------- | --------- |
| kogelstoten | 17,32 m   | 21 februari 1982 | Rotterdam |
|             | 17,39 m   | 19 februari 1983 | Zuidlaren |
|             | 19,49 m   | 18 december 1983 | Dortmund  |
|             | 20,11 m   | 21 januari 1984  | Zwolle    |
|             | 20,58 m   | 9 december 1984  | Dortmund  |
|             | 20,60 m   | 8 december 1985  | Dortmund  |

## Palmares

### kogelstoten
- 1981:  NK indoor - 16,85 m
- 1981:  NK - 16,57 m
- 1982:  NK indoor - 17,32 m
- 1982:  NK - 17,35 m
- 1983:  NK indoor - 17,39 m
- 1983:  NK - 16,36 m
- 1984:  NK indoor - 19,63 m
- 1984:  NK - 19,29 m
- 1984: 8e OS - 19,65 m
- 1985:  NK indoor - 18,52 m
- 1985:  NK - 18,56 m
- 1985:  Europacup C in Schwechat - 18,91 m
- 1986:  NK indoor - 20,03 m
- 1986:  NK - 18,51 m
- 1987:  NK indoor - 20,49 m
- 1987:  NK - 18,46 m
- 1988:  NK indoor - 20,30 m
- 1988:  NK - 18,79 m
- 1989:  NK indoor - 19,34 m
- 1990:  NK indoor - 18,69 m
- 1990:  NK - 18,28 m
- 1991:  NK indoor - 19,12 m
- 1991:  NK - 19,51 m
- 1992:  NK indoor - 19,82 m
- 1992:  NK - 17,97 m
- 1993:  NK indoor - 19,58 m
- 1993:  NK - 19,16 m

### discuswerpen
- 1981:  EK U20 - 55,88 m
- 1981:  NK - 52,52 m
- 1982:  NK - 57,88 m
- 1983:  NK - 53,94 m
- 1984:  NK - 60,98 m
- 1984: 9e OS - 62,32 m
- 1985:  Europacup C in Schwechat - 66,38 m
- 1985:  NK - 63,80 m
- 1986:  NK - 65,10 m
- 1987:  NK - 63,14 m
- 1987:  Europacup C in Athene - 62,48 m
- 1988:  NK - 61,88 m
- 1988: 9e OS - 63,06 m
- 1989:  NK - 63,34 m
- 1989:  Universiade - 64,40 m
- 1990:  NK - 65,54 m
- 1990:  EK - 64,46 m
- 1991:  NK - 67,16 m
- 1991:  WK - 65,82 m
- 1992:  NK - 60,62 m
- 1993:  NK - 63,06 m

## Onderscheidingen
- KNAU-jeugdatleet van het jaar (Albert Spree-Beker) - 1980, 1982
- KNAU-atleet van het jaar - 1984, 1990, 1991
- Unie-erekruis in goud van de KNAU - 1991